# قائمة وزراء الدولة الفاطمية
الوزير كان المنصب التنفيذي الأعلى وصاحب السلطة الفعلية والمشرف على دواوين وقضاء الدولة وشؤون إدارتها خلال أغلب فترات الخلفاء الفاطميين في مصر والذي يعينه الخليفة صاحب السلطة الإسمية. في الأصل كان يشغل المنصب مسؤولون مدنيون عملوا كزراء مدنيين للخلفاء، على غرار النموذج الأصلي الذي أنشأه العباسيون.  أدى إضعاف سلطة الخليفة وأزمة الشدة المستنصرية في عهد الخليفة المستنصر بالله إلى ظهور وزراء عسكريين أقوياء، سيطروا على المنصب من سبعينيات القرن العاشر حتى نهاية الخلافة. كان هؤلاء "وزراء السيف" أيضًا أمراء الجيوش الذين همشوا الخلفاء فعليًا وحكموا بدلاً منهم، وغالبًا ما استولوا على السلطة من أسلافهم. قام آخر وزراء الدولة الفاطمية صلاح الدين الأيوبي بإسقاط الخلافة الفاطمية وإعادة مصر إلى المذهب السني.

## التاريخ والقوى
خلال فترة وجود مقر الخلافة الفاطمية في إفريقية من (909-973)، لم يتم استخدام لقب "وزير"، على الرغم من أنه موجود في العالم الإسلامي الشرقي. إلا أن المنصب بدأ يظهر بعد انتقال مقر الخلافة إلى مصر، حيث كان للمنصب تقليد طويل في ظل حكم السلالات الطولونية والإخشيدية. على الرغم من أن الوزير الإخشيدي الأخير، جعفر بن الفرات، استمر في ممارسة العديد من وظائفه السابقة، إلا أن الفاتح ونائب الخليفة في مصر جوهر، رفض الاعتراف بحيازته اللقب الوزاري. وكذلك عندما وصل الخليفة المعز لدين الله إلى مصر، فضل تجنب تفويض صلاحياته إلى وزير، على الرغم من أنه عين يعقوب بن كلس، وهو مسؤول أخشيدي سابق، رئيسًا للجهاز الإداري. وفي عهد الخليفة العزيز بالله منح ابن كلس لقب وزير، واستمر في منصبه حتى وفاته عام 991.
بعد ابن كلس، اعتاد الخلفاء اختيار تعيين وزير، أو إسناد شؤون الدولة إلى وسيط يتوسط بين الخليفة ومسؤوليه ورعاياه. وتماشيًا مع سياسة الفاطميين العامة في التسامح مع المسيحيين واليهود، كان العديد من هؤلاء الوزراء مسيحيين أو من أصل مسيحي، بدءًا من عيسى بن نسطور في عهد العزيز. ومن ناحية أخرى، يبدو أن اليهود لم يشغلوا هذا المنصب إلا بعد اعتناقهم الإسلام، ويعد ابن كلس المثال الأبرز على ذلك.
خدم الوزراء الأوائل تحت يد الخليفة الذي عينهم، وجسدوا ما أطلق عليه الماوردي "وزير التنفيذ" وهو ما كان فعليًا، في وصف المستشرق كانار "عملاء تنفيذ إرادة الملك". في الواقع، كانت حياتهم المهنية في كثير من الأحيان قصيرة جدًا، حيث تم عزلهم وسجنهم وضربهم وإعدامهم بشكل متكرر على يد الخليفة أو منافسين آخرين في البلاط. ونتيجة لذلك، وفقًا لكانار، "بشكل عام، فإن السمة الرئيسية للوزير الفاطمي هي عدم أمان الوزراء"، مع فترات يتم فيها تغيير المنصب في تتابع سريع. في عهد المستنصر الضعيف، تولى خمسة وزراء مناصبهم بين عامي 1060 و1062 فقط.
تغير هذا الوضع مع استيلاء العسكريين الأقوياء على المنصب على سبيل المثال احتفظ بدر الجمالي وخلفاؤه بسلطات كاملة بدلاً من الخليفة، ومثلوا "وزير التفويض". نظرًا للخلفية العسكرية لحاملي الوزارة، فقد عُرفوا أيضًا باسم "وزير السيف والقلم" أو ببساطة "وزير السيف". "وزراء السيف" الذين هيمنوا في القرن الأخير من وجود الخلافة، كانوا في نفس الوقت رؤساء وزراء مسؤولين عن الإدارة المدنية، وقيادة الجيوش وجميع المسائل القضائية وحتى في جميع الأمور الدينية كرئيس للمبشرين (داعي الدعاة). ومع تزايد قوة الوزراء لتتفوق على الخلفاء، حتى أنهم اتخذوا لقب "الملك".
منذ أوائل القرن الثاني عشر فصاعدًا، تم إنشاء منصب "صاحب الباب" أو الحاجب الأعلى وجاء مباشرة بعد الوزير، وتولى بعض واجبات الأخير عندما لم يكن الوزير "رجل سيف". وُصف المكتب بأنه "الوزير الثاني"، وكان بمثابة نقطة انطلاق للوزير الفعلي لأبي الفتح يانيس ورضوان بن ولخشي ودرغام.

## المقر
أنشأ ابن كلس مقر إقامته الرسمي (دار الوزارة) في الجزء الجنوبي الشرقي من القاهرة، بالقرب من باب صعدة، وهو الحي الذي أصبح يعرف بالوزيرية نسبة إلى ابن كلس. لم يكن المبنى مقرًا للوزير فحسب، بل كان أيضًا مقرًا للمكاتب المالية ( ديوان)، ويحتوي على غرف لتخزين الملابس والخزانة والكتب والمشروبات. وكان كل واحد منهم يشرف عليه مراقب، وكان دار الوزارة نفسه يمتلك مشرف خاص به. وكان دار الوزارة بمثابة صدى لقصور الخلفاء، وتضم مسجدًا صغيرًا للصلاة ومطابخ للولائم التي ينظمها الوزير. وفقًا لمؤرخ القرن الخامس عشر المقريزي، بعد وفاة ابن كلس، لم يحتل مقر إقامته مرة أخرى وزير حتى أبو محمد اليازوري عام 1050. عندها أصبح دار الوزارة الحقيقي، كونه المقر الرسمي لأصحاب المنصب اللاحقين حتى بدر الجمالي.
وبنى بدر مسكناً جديداً إلى الشمال في حي. ثم انتقل هذا الصرح إلى ابنه وخليفته الأفضل شاهنشاه، ثم إلى ابن آخر من أبناء بدر، المظفر جعفر. ومنه عُرفت فيما بعد بـ(دار المظفر). كما بنى الأفضل دارًا جديدة أكبر وأكثر فخامة في الجزء الشمالي الشرقي من المدينة بالقرب من باب النصر. كانت تسمى في البداية "الأفضلية" وكانت تُعرف باسم "دار القباب" وفيما بعد، في عهد المأمون البطائحي ، باسم "دار الوزارة الكبرى". كان هذا هو المقر الأخير للوزراء الفاطميين حتى نهاية الأسرة الحاكمة.

## قائمة الوزراء
تعاقب على منصب الوزير الفاطمي الشخصيات التالية::239:313
| الوزير | الوزير               | الوزير                                                                               | عدد مرات تولى السلطة | الأصل | الديانة | المذهب | فترة شغل المنصب                                          | في عهد الخليفة | ملاحظات            |
| اللقب | الكنية               | الاسم                                                                                | عدد مرات تولى السلطة | الأصل | الديانة | المذهب | فترة شغل المنصب                                          | في عهد الخليفة | ملاحظات            |
| --- | -------------------- | ------------------------------------------------------------------------------------ | -------------------- | ----- | ------- | ------ | -------------------------------------------------------- | -------------- | ------------------ |
| الأجل | أبو الفرج            | يعقوب بن يوسف بن كلس                                                                 |                      |       |         |        | 1 محرم 367 هـ 5 ذي الحجة 380 هـ                          |                |                    |
| |                      | جبر بن القاسم                                                                        |                      |       |         |        | شوال 373 هـ المحرم 374 هـ                                |                | خلال اعتقال بن كلس |
| | أبو عبد الله         | الموصلي                                                                              |                      |       |         |        |                                                          |                |                    |
| | أبو الحسن            | علي بن عمر العداس                                                                    |                      |       |         |        | ذي الحجة 380 هـ المحرم 382 هـ                            |                |                    |
| | أبو الفضل            | جعفر بن الفضل بن الفرات المعروف بابن حنزابة                                          |                      |       |         |        | 382 هـ                                                   |                |                    |
| |                      | عيسى بن نسطوروس                                                                      |                      |       |         |        |                                                          |                |                    |
| | أبو محمد             | الحسن بن عمار                                                                        |                      |       |         |        | 3 شوال 386 هـ 27 شعبان 387 هـ                            |                |                    |
| الأستاذ | أبو الفتوح           | برجوان                                                                               |                      |       |         |        | 27 شعبان 387 هـ 26 ربيع الآخر 390 هـ                     |                |                    |
| قائد القؤاد |                      | الحسين بن جوهر                                                                       |                      |       |         |        | 3 جمادي الأولى 390 هـ 7 شعبان 398 هـ                     |                |                    |
| |                      | صالح بن علي الروزباري                                                                |                      |       |         |        | 7 شعبان 398 هـ 11 صفر 400 هـ                             |                |                    |
| الكافي | أبو نصر              | منصور بن عبدون                                                                       |                      |       |         |        | 11 صفر 400 هـ 4 محرم 401 هـ                              |                |                    |
| |                      | أحمد بن محمد القشيري (ويعرف أيضاً بالقصوري أو القشوري)                                |                      |       |         |        | 4 محرم 401 هـ 14 محرم 401 هـ                             |                |                    |
| الشافي |                      | زرعة بن عيسى بن نسطورس                                                               |                      |       |         |        | محرم 401 هـ صفر 403 هـ                                   |                |                    |
| أمين الأمناء |                      | الحسين بن طاهر الوزان (ويعرف أيضاً بالحسن)                                            |                      |       |         |        | 19 ربيع الأول 403 هـ جمادي الآخرة 405 هـ                 |                |                    |
| |                      | الحسن وعبد الرحمن ابنا أبي السيد                                                     |                      |       |         |        | 13 شعبان 405 هـ 15 شوال 405 هـ                           |                |                    |
| | أبو العباس           | الفضل بن جعفر بن الفضل بن الفرات                                                     |                      |       |         |        | 2 ذي القعدة 405 هـ 6 ذي القعدة 405 هـ                    |                |                    |
| وزير الوزراء ذو الرياستين الأمير المظفر قطب الدولة                                                                                               | أبو الحسن            | علي بن جعفر بن الفلاح                                                                |                      |       |         |        | 406 هـ شوال 409 هـ                                       |                |                    |
| الأمير الظهير شرف الملك تاج المعالي ذو الجدين |                      | صاعد بن عيسى بن نسطوروس                                                              |                      |       |         |        | شوال 409 هـ ذي الحجة 409 هـ                              |                |                    |
| الأمير شمس الملك المكين الأمين | أبو الفتح            | المسعود بن طاهر الوزان                                                               |                      |       |         |        | ذو الحجة 409 هـ جمادي الآخرة 411 هـ                      |                |                    |
| الأمير رئيس الرؤساء خطير الملك | أبو الحسن            | عمار بن محمد                                                                         |                      |       |         |        | جمادي الآخرة 411 هـ ذي القعدة أو ذي الحجة 412 هـ         |                |                    |
| بدر الدولة | أبو الفتوح           | موسى بن الحسن                                                                        |                      |       |         |        | المحرم 413 هـ 20 شوال 413 هـ                             |                |                    |
| |                      | المسعود بن طاهر الوزان                                                               |                      |       |         |        | المحرم 414 هـ                                            |                |                    |
| عميد الدولة وناصحها | أبو محمد             | الحسن بن صالح الروزباري                                                              |                      |       |         |        | 416 هـ 418 هـ                                            |                |                    |
| الوزير الأجل الأوحد صفي أمير المؤمنين وخالصه | أبو القاسم           | علي بن أحمد الجرجرائي                                                                |                      |       |         |        | 12 ذي الحجة 418 هـ 6 رمضان 436 هـ                        |                |                    |
| | أبو علي              | الحسن بن علي الأنباري                                                                |                      |       |         |        | 6 رمضان 436 هـ 10 رمضان 436 هـ                           |                |                    |
| الوزير الأجل تاج الرياسة فخر الملك مصطفى أمير المؤمنين                                                                                           | أبو منصور أو أبو نصر | صدقة بن يوسف الفلاحي                                                                 |                      |       |         |        | 11 رمضان 436 هـ 439 هـ                                   |                |                    |
| الوزير الأجل الكامل الأوحد علم الكفاة سيد الوزراء ظهير الأئمة سماء الخلصاء فخر الأمة ذو الرياستين صفي أمير المؤمنين                              | أبو البركات          | الحسين بن عماد الدولة محمد بن أحمد الجرجرائي                                         | 1                    |       |         |        | 439 هـ 441 هـ                                            |                |                    |
| عميد الملك زين الكفاة | أبو الفضل            | صاعد بن مسعود                                                                        |                      |       |         |        | 441 هـ 6 المحرم 442 هـ                                   |                |                    |
| الناصر للدين غياث المسلمين الوزير الأجل الأوحد المكين سيد الوزراء وتاج الأصفياء قاضي القضاة وداعي الدعاة علم المجد خليل أمير المؤمنين            | أبو محمد             | الحسن بن علي بن عبد الرحمن اليازوري                                                  |                      |       |         |        | 7 محرم 442 هـ 1 محرم 450 هـ                              |                |                    |
| الوزير الأجل الأسعد المكين الحفيظ الأمجد الأمين عماد الخلافة جلال الوزراء تاج المملكة وزر الإمامة شرف الملة كفيل الدين خليل أمير المؤمنين وخالصه | أبى الفرج            | عبد الله بن محمد البابلي                                                             | 1                    |       |         |        | 1 محرم 450 هـ ربيع الأول 450 هـ                          |                |                    |
| الوزير الأجل الكامل الأوحد صفي أمير المؤمنين وخالصه                                                                                              | أبى الفرج            | محمد بن جعفر بن محمد بن علي بن الحسين المغربي                                        | 1                    |       |         |        | 25 ربيع الآخر 450 هـ 9 رمضان 452 هـ                      |                |                    |
| الوزير الأجل الأسعد المكين الحفيظ الأمجد الأمين عماد الخلافة جلال الوزراء تاج المملكة وزر الإمامة شرف الملة كفيل الدين خليل أمير المؤمنين وخالصه | أبى الفرج            | عبد الله بن محمد البابلي                                                             | 2                    |       |         |        | 9 رمضان 452 هـ 3 محرم 453 هـ                             |                |                    |
| الوزير الأجل العادل الأمير شرف الوزراء سيد الرؤساء تاج الأصفياء عز الدين مغيث المسلمين خليل أمير المؤمنين وخالصته وصفوته                         | أبو الفضل            | عبد الله بن يحيى بن المدبر                                                           |                      |       |         |        | 3 محرم 453 هـ رمضان 453 هـ                               |                |                    |
| الوزير الأجل فخر الوزراء عميد الرؤساء قاضي القضاة وداعي الدعاة مجد المعالي كفيل الدين يمين أمير المؤمنين وصفوته                                  | أبو محمد             | عبد الكريم بن عبد الحاكم بن سعيد الفارقي                                             |                      |       |         |        | رمضان 453 هـ 3 محرم 454 هـ                               |                |                    |
| الوزير الأجل قاضي القضاة وداعي الدعاة ثقة المسلمين خليل أمير المؤمنين وخالصته                                                                    | أبو علي              | أحمد بن عبد الحاكم بن سعيد الفارقي                                                   |                      |       |         |        | محرم 454 هـ ربيع الأول 454 هـ                            |                |                    |
| الوزير السيد الأجل الكامل الأوحد | أبو عبد الله         | الحسين بن سديد الدولة ذو الكفايتين بن أبي الحسن علي بن محمد بن الحسن بن عيسى الماشلي |                      |       |         |        | ربيع الأول 454 هـ 2 شعبان 454 هـ                         |                |                    |
| الوزير الأجل الأسعد المكين الحفيظ الأمجد الأمين عماد الخلافة جلال الوزراء تاج المملكة وزر الإمامة شرف الملة كفيل الدين خليل أمير المؤمنين وخالصه | أبى الفرج            | عبد الله بن محمد البابلي                                                             | 3                    |       |         |        | شعبان 454 هـ المحرم 455 هـ                               |                |                    |
| الوزير الأجل الأوحد سيد الوزراء مجد الأصفياء قاضي القضاة وداعي الدعاة جلال الملك خليل أمير المؤمنين                                              | أبو علي أو أبو أحمد  | أحمد بن عبد الكريم عبد الحاكم بن سعيد الفارقي                                        | 1                    |       |         |        | 13 المحرم 455 هـ 17 صفر 455 هـ                           |                |                    |
| الوزير الأجل العادل الأمير شرف الوزراء سيد الرؤساء تاج الأصفياء عز الدين مغيث المسلمين خليل أمير المؤمنين وخالصته وصفوته                         | أبو الفضل            | عبد الله بن يحيى بن المدبر                                                           |                      |       |         |        | صفر أو ربيع الأول 455 هـ 19 جمادي الأولى 455 هـ          |                |                    |
| الوزير الأجل الأوحد الأسعد تاج الوزراء الأمين المكين شرف الكفاة ذو المفاخر خليل أمير المؤمنين وخالصته                                            | أبو غالب             | عبد الظاهر بن الفضل بن الموفق في الدين المعروف بابن العجمي                           | 1                    |       |         |        | 19 جمادي الأولى 455 هـ 27 شعبان 455 هـ                   |                |                    |
| الوزير الأجل الأوحد جلال الإسلام ظهير الإمام قاضي القضاة وداعي الدعاة شرف المجد خليل أمير المؤمنين وخالصته                                       | أبو محمد             | الحسن بن ثقة الدولة مجلي بن أسد بن أبي كدينة                                         | 1                    |       |         |        | شعبان 455 هـ 5 ذي الحجة 455 هـ                           |                |                    |
| الوزير الأجل الأوحد سيد الوزراء مجد الأصفياء قاضي القضاة وداعي الدعاة جلال الملك خليل أمير المؤمنين                                              | أبو علي أو أبو أحمد  | أحمد بن عبد الكريم عبد الحاكم بن سعيد الفارقي                                        | 2                    |       |         |        | 5 ذي الحجة 455 هـ 13 محرم 456 هـ                         |                |                    |
| وزير الوزراء العادل خليل أمير المؤمنين | أبو المكارم          | المشرف بن أسعد بن عقيل                                                               | 1                    |       |         |        | 13 محرم 456 هـ 27 ربيع الآخر 456 هـ                      |                |                    |
| الوزير الأجل الأوحد الأسعد تاج الوزراء الأمين المكين شرف الكفاة ذو المفاخر خليل أمير المؤمنين وخالصته                                            | أبو غالب             | عبد الظاهر بن الفضل بن الموفق في الدين المعروف بابن العجمي                           | 2                    |       |         |        | ربيع الآخر 456 هـ رجب 456 هـ                             |                |                    |
| الوزير الأجل الكامل الأوحد علم الكفاة سيد الوزراء ظهير الأئمة سماء الخلصاء فخر الأمة ذو الرياستين صفي أمير المؤمنين                              | أبو البركات          | الحسين بن عماد الدولة محمد بن أحمد الجرجرائي                                         | 2                    |       |         |        | رجب 456 هـ رمضان 456 هـ                                  |                |                    |
| الوزير الأجل الأوحد جلال الإسلام ظهير الإمام قاضي القضاة وداعي الدعاة شرف المجد خليل أمير المؤمنين وخالصته                                       | أبو محمد             | الحسن بن ثقة الدولة مجلي بن أسد بن أبي كدينة                                         | 2                    |       |         |        | رمضان 456 هـ 4 ذي الحجة 456 هـ                           |                |                    |
| العميد علم الكفاة | أبو علي              | الحسن بن أبي سعد إبراهيم بن سهل التستري                                              |                      |       |         |        | 4 ذي الحجة 456 هـ محرم 457 هـ                            |                |                    |
| الأجل المعظم فخر الملك | أبو شجاع             | محمد بن الأشرف بن أبي غالب محمد بن علي بن خلف                                        | 1                    |       |         |        | يوم واحد                                                 |                |                    |
| الوزير الأجل الأوحد جلال الإسلام ظهير الإمام قاضي القضاة وداعي الدعاة شرف المجد خليل أمير المؤمنين وخالصته                                       | أبو محمد             | الحسن بن ثقة الدولة مجلي بن أسد بن أبي كدينة                                         | 3                    |       |         |        | 17 محرم 457 هـ 21 محرم 457 هـ                            |                |                    |
| الأجل المعظم فخر الملك | أبو شجاع             | محمد بن الأشرف بن أبي غالب محمد بن علي بن خلف                                        | 2                    |       |         |        | 21 محرم 457 هـ ربيع الأول 457 هـ                         |                |                    |
| الوزير الأجل سيد الوزراء تاج الأصفياء ذخيرة أمير المؤمنين سديد الدولة                                                                            | أبو الفسم            | هبة الله بن محمد الرعياني                                                            | 1                    |       |         |        | ربيع الأول 457 هـ ربيع الأول 457 هـ                      |                |                    |
| الوزير الأجل الأوحد جلال الإسلام ظهير الإمام قاضي القضاة وداعي الدعاة شرف المجد خليل أمير المؤمنين وخالصته                                       | أبو محمد             | الحسن بن ثقة الدولة مجلي بن أسد بن أبي كدينة                                         | 4                    |       |         |        | ربيع الآخر 457 هـ رجب 457 هـ                             |                |                    |
| وزير الوزراء العادل خليل أمير المؤمنين | أبو المكارم          | المشرف بن أسعد بن عقيل                                                               | 2                    |       |         |        | رجب 457 هـ شوال 457 هـ                                   |                |                    |
| الأثير كافي الكفاة | أبو الحسن            | علي بن الأنباري                                                                      |                      |       |         |        | شوال 457 هـ ذي الحجة 457 هـ                              |                |                    |
| الوزير الأجل الأوحد جلال الإسلام ظهير الإمام قاضي القضاة وداعي الدعاة شرف المجد خليل أمير المؤمنين وخالصته                                       | أبو محمد             | الحسن بن ثقة الدولة مجلي بن أسد بن أبي كدينة                                         | 5                    |       |         |        | ذي الحجة 457 هـ 26 صفر 458 هـ                            |                |                    |
| الوزير الأجل سيد الوزراء تاج الأصفياء ذخيرة أمير المؤمنين سديد الدولة                                                                            | أبو الفسم            | هبة الله بن محمد الرعياني                                                            | 2                    |       |         |        | 9 ربيع الآخر 458 هـ 16 ربيع الآخر 458 هـ                 |                |                    |
| الوزير الأجل الأوحد سيد الوزراء مجد الأصفياء قاضي القضاة وداعي الدعاة جلال الملك خليل أمير المؤمنين                                              | أبو علي أو أبو أحمد  | أحمد بن عبد الكريم عبد الحاكم بن سعيد الفارقي                                        | 3                    |       |         |        | 4 جمادي الآخر 458 هـ                                     |                |                    |
| الوزير الأجل تاج الرياسة علم الدين سيد السادات                                                                                                   | أبو علي              | الحسن بن سديد الدولة ذو الكفايتين الماشلي                                            |                      |       |         |        |                                                          |                |                    |
| الأجل المعظم فخر الملك | أبو شجاع             | محمد بن الأشرف بن أبي غالب محمد بن علي بن خلف                                        | 3                    |       |         |        |                                                          |                |                    |
| الأجل الوجيه سيد الكفاة نفيس الدولة ظهير أمير المؤمنين                                                                                           | أبو الحسن            | طاهر بن وزير                                                                         |                      |       |         |        |                                                          |                |                    |
| القادر العادل شمس الأمم سيد رؤساء السيف والقلم تاج العلى عميد الهدى شرف الدين غياث الإسلام والمسلمين حميم أمير المؤمنين وظهيره                   | أبو عبد الله         | محمد بن حامد التنيسي                                                                 |                      |       |         |        | يوم واحد                                                 |                |                    |
| الأجل الأوحد المكين السيد الأفضل الأمين شرف الكناة عميد الخلافة محب أمير المؤمنين                                                                | أبو سعد              | منصور بن أبي اليمن بن سورس بن مكرواه بن زنبور                                        |                      |       |         |        |                                                          |                |                    |
| الصادق المأمون مكين الدولة وأمينها | أبو العلا            | عبد الغني بن نصر بن سعيد الضيف                                                       |                      |       |         |        |                                                          |                |                    |
| الوزير الأجل الأوحد جلال الإسلام ظهير الإمام قاضي القضاة وداعي الدعاة شرف المجد خليل أمير المؤمنين وخالصته                                       | أبو محمد             | الحسن بن ثقة الدولة مجلي بن أسد بن أبي كدينة                                         | 6                    |       |         |        |                                                          |                |                    |
| | أبو القسم            | عبد الحاكم المليجي                                                                   | 1                    |       |         |        |                                                          |                |                    |
| الوزير الأجل الأوحد جلال الإسلام ظهير الإمام قاضي القضاة وداعي الدعاة شرف المجد خليل أمير المؤمنين وخالصته                                       | أبو محمد             | الحسن بن ثقة الدولة مجلي بن أسد بن أبي كدينة                                         | 7                    |       |         |        |                                                          |                |                    |
| | أبو القسم            | عبد الحاكم المليجي                                                                   | 2                    |       |         |        |                                                          |                |                    |
| الوزير الأجل الأوحد جلال الإسلام ظهير الإمام قاضي القضاة وداعي الدعاة شرف المجد خليل أمير المؤمنين وخالصته                                       | أبو محمد             | الحسن بن ثقة الدولة مجلي بن أسد بن أبي كدينة                                         | 8                    |       |         |        |                                                          |                |                    |
| الوزير الأجل الأوحد سيد الوزراء مجد الأصفياء قاضي القضاة وداعي الدعاة جلال الملك خليل أمير المؤمنين                                              | أبو علي أو أبو أحمد  | أحمد بن عبد الكريم عبد الحاكم بن سعيد الفارقي                                        | 4                    |       |         |        |                                                          |                |                    |
| الوزير الأجل الأوحد جلال الإسلام ظهير الإمام قاضي القضاة وداعي الدعاة شرف المجد خليل أمير المؤمنين وخالصته                                       | أبو محمد             | الحسن بن ثقة الدولة مجلي بن أسد بن أبي كدينة                                         | 9                    |       |         |        |                                                          |                |                    |
| | أبو القسم            | عبد الحاكم المليجي                                                                   | 3                    |       |         |        |                                                          |                |                    |
| الوزير الأجل الأوحد جلال الإسلام ظهير الإمام قاضي القضاة وداعي الدعاة شرف المجد خليل أمير المؤمنين وخالصته                                       | أبو محمد             | الحسن بن ثقة الدولة مجلي بن أسد بن أبي كدينة                                         | 10                   |       |         |        |                                                          |                |                    |
| الوزير الأجل الأوحد سيد الوزراء مجد الأصفياء قاضي القضاة وداعي الدعاة جلال الملك خليل أمير المؤمنين                                              | أبو علي أو أبو أحمد  | أحمد بن عبد الكريم عبد الحاكم بن سعيد الفارقي                                        | 5                    |       |         |        |                                                          |                |                    |
| الوزير الأجل الأوحد جلال الإسلام ظهير الإمام قاضي القضاة وداعي الدعاة شرف المجد خليل أمير المؤمنين وخالصته                                       | أبو محمد             | الحسن بن ثقة الدولة مجلي بن أسد بن أبي كدينة                                         | 11                   |       |         |        | 10 ذي الحجة 460 هـ 23 صفر 461 هـ                         |                |                    |
| خطير الملك |                      | محمد بن اليازوري                                                                     | 1                    |       |         |        |                                                          |                |                    |
| الوزير الأجل الكامل الأوحد صفي أمير المؤمنين وخالصه                                                                                              | أبى الفرج            | محمد بن جعفر بن محمد بن علي بن الحسين المغربي                                        | 2                    |       |         |        |                                                          |                |                    |
| الوزير الأجل الأوحد سيد الوزراء مجد الأصفياء قاضي القضاة وداعي الدعاة جلال الملك خليل أمير المؤمنين                                              | أبو علي أو أبو أحمد  | أحمد بن عبد الكريم عبد الحاكم بن سعيد الفارقي                                        | 6                    |       |         |        |                                                          |                |                    |
| خطير الملك |                      | محمد بن اليازوري                                                                     | 2                    |       |         |        | رمضان 461 هـ شوال 461 هـ                                 |                |                    |
| الوزير الأجل الأوحد جلال الإسلام ظهير الإمام قاضي القضاة وداعي الدعاة شرف المجد خليل أمير المؤمنين وخالصته                                       | أبو محمد             | الحسن بن ثقة الدولة مجلي بن أسد بن أبي كدينة                                         | 12                   |       |         |        | شوال 461 هـ ذي القعدة 461 هـ                             |                |                    |
| | أبو القسم            | عبد الحاكم المليجي                                                                   | 4                    |       |         |        |                                                          |                |                    |
| الوزير الأجل الأوحد جلال الإسلام ظهير الإمام قاضي القضاة وداعي الدعاة شرف المجد خليل أمير المؤمنين وخالصته                                       | أبو محمد             | الحسن بن ثقة الدولة مجلي بن أسد بن أبي كدينة                                         | 13                   |       |         |        |                                                          |                |                    |
| الوزير الأجل الأوحد الأسعد تاج الوزراء الأمين المكين شرف الكفاة ذو المفاخر خليل أمير المؤمنين وخالصته                                            | أبو غالب             | عبد الظاهر بن الفضل بن الموفق في الدين المعروف بابن العجمي                           | 3                    |       |         |        |                                                          |                |                    |
| الوزير الأجل الأوحد جلال الإسلام ظهير الإمام قاضي القضاة وداعي الدعاة شرف المجد خليل أمير المؤمنين وخالصته                                       | أبو محمد             | الحسن بن ثقة الدولة مجلي بن أسد بن أبي كدينة                                         | 14                   |       |         |        |                                                          |                |                    |
| السيد الأجل أمير الجيوش سيف الإسلام ناصر الإمام كافل قضاة المسلمين وهادي دعاة المؤمنين                                                           | أبو النجم            | بدر الجمالي المستنصري                                                                |                      |       |         |        | 28 جمادي الأولى 466 هـ ربيع الآخر أو جمادي الاولى 487 هـ |                |                    |
| السيد الأجل الأفضل سيف الإمام جلال الإسلام شرف الأنام ناصر الدين خليل أمير المؤمنين                                                              | أبو القاسم           | شاهنشاه بن بدر الجمالي                                                               |                      |       |         |        | 487 هـ 515 هـ                                            |                |                    |
| السيد الأجل المأمون تاج الخلافة عز الإسلام فخر الأنام نظام الدين خالصة أمير المؤمنين                                                             | أبو عبد الله         | محمد بن فاتك البطائحي أو محمد بن الأجل نور الدولة أبو شجاع الآمري                    |                      |       |         |        | شوال 515 هـ 4 رمضان 519 هـ                               |                |                    |
| بدون وزير |                      |                                                                                      |                      |       |         |        | رمضان 519 هـ ذي القعدة 524 هـ                            |                |                    |
| |                      | هزار الملوك جوامرد                                                                   |                      |       |         |        |                                                          |                |                    |
| | أبو علي              | أحمد بن الأفضل بن بدر الجمالي الملقب بكتيفات                                         |                      |       |         |        | 15 ذي القعدة 524 هـ 16 محرم 526 هـ                       |                |                    |
| السعيد | أبو الفتح            | يانس الأرمني                                                                         |                      |       |         |        | 16 محرم 526 هـ 26 ذي الحجة 526 هـ                        |                |                    |
| سيف الإسلام تاج الملوك | أبو المظفر           | بهرام الأرمني                                                                        |                      |       |         |        | 11 جمادي الأخرة 529 هـ 11 جمادي الأولى 531 هـ            |                |                    |
| السيد الأجل الملك الأفضل |                      | رضوان بن الولخشي                                                                     |                      |       |         |        | 11 جمادي الأولى 531 هـ 14 شوال 533 هـ                    |                |                    |
| الأمير الأفضل نجم الدين | أبو الفتح            | سليم بن محمد بن مصال اللكي                                                           |                      |       |         |        | 534 هـ 542 هـ                                            |                |                    |
| الأمير الأفضل نجم الدين | أبو الفتح            | سليم بن محمد بن مصال اللكي                                                           |                      |       |         |        | جمادي الآخرة 544 هـ 14 شعبان 544 هـ                      |                |                    |
| السيد الأجل أمير الجيوش شرف الإسلام كافل قضاة المسلمين وهادي دعاة المؤمنين العادل المظفر                                                         | أبو الحسن            | علي بن إسحاق بن السلار                                                               |                      |       |         |        | 15 شعبان 544 هـ 6 محرم 548 هـ                            |                |                    |
| | أبو الفضل            | عباس بن أبى الفتوح يحيى بن تميم بن المعز بن باديس الصنهاجي                           |                      |       |         |        | 12 محرم 548 هـ 19 ربيع الأول 549 هـ                      |                |                    |
| السيد الأجل الملك الصالح ناصر الأمة كاشف الغمة أمير الجيوش سيف الإسلام غياث الأنام كافل قضاة المسلمين وهادي دعاة المؤمنين                        | أبو الفارات          | طلائع بن رزيك الفائزي                                                                |                      |       |         |        | 19 ربيع الأول 549 هـ 19 رمضان 556 هـ                     |                |                    |
| الملك الناصر العادل |                      | رزيك بن الصالح طلائع بن رزيك                                                         |                      |       |         |        | 19 رمضان 556 هـ 22 محرم 558 هـ                           |                |                    |
| | أبو شجاع             | شاور بن مجير بن نزار                                                                 | 1                    |       |         |        | 22 محرم 558 هـ رمضان 558 هـ                              |                |                    |
| | أبو الأشبال          | ضرغام بن عامر بن سوار اللخمي                                                         |                      |       |         |        | رمضان 558 هـ جمادي الآخرة 559 هـ                         |                |                    |
| | أبو شجاع             | شاور بن مجير بن نزار                                                                 | 2                    |       |         |        | رجب 559 هـ 17 ربيع الآخر 564 هـ                          |                |                    |
| السيد الأجل الملك المنصور سلطان الجيوش ولي الأمة فخر الدولة أسد الدين كافل قضاة المسلمين وهادي دعاة المؤمنين                                     | أبو الحرث            | شيركوه بن شاذي بن مروان العاضدي                                                      |                      |       |         |        | 17 ربيع الثاني 564 هـ 22 جمادي الثانية 564 هـ            |                |                    |
| الملك الناصر صلاح الدنيا والدين | أبو المظفر           | يوسف بن ابن الأفضل نجم الدين أيوب                                                    |                      |       |         |        | 25 جمادي الثانية 564 هـ محرم 567 هـ                      |                |                    |